# Antoine Bussy
Antoine Alexandre Brutus Bussy (Marselha, 29 de maio de 1794 — Paris, 1 de fevereiro de 1882) foi um farmacêutico e químico francês.

## Biografia
Fez os seus estudos na École polytechnique e sustentou a sua tese de doutorado em química na Escola de farmácia de Paris em 1823. Em 1832, doutorou-se em ciências médicas. Ensinou na Escola de farmácia de 1824 a 1874. Foi eleito membro da Académie des Sciences em 1850. Tornou-se presidente da Académie de médecine em 1856 e da Sociedade de farmácia de Paris em 1868.

## Principais trabalhos
Em 1828, isolou pela primeira vez o elemento berílio, independentemente de Friedrich Wöhler.
Depois que Humphry Davy, em 1809, preparou uma pequena quantidade do elemento magnésio por eletrólise, Bussy conseguiu em 1830 preparar o mesmo elemento, porém em maior quantidade.
Empreendeu pesquisas no domínio dos compostos orgânicos e atribuiu, em 1833, o nome acetona a um destes compostos.

## Escritos científicos e publicações
- Éloge de Pierre Robiquet, Journal de Pharmacie, avril 1841, p. 220-242, par Antoine Bussy
- Mémoire sur le Radical métallique de la Magnésie
- A. Bussy et A.-F. Boutron-Charlard, Traité des moyens de reconnaître les falsifications des drogues simples et composées et d’en constater le degré de pureté, Paris, Thomine, 1829, 507 p.